# David Swanson
David Swanson és un activista, blogger i autor estatunidenc contra la guerra. Actualment, resideix a Virgínia i és el director executiu de World Beyond War.

## Educació
Swanson va obtenir un Màster en Filosofia a la Universitat de Virgínia el 1997.

## Carrera
Com a activista, Swanson va cofundar el lloc web After Downing Street (ara WarIsACrime.org), basat en la preocupació del Congrés dels Estats Units de la Downing Street memo (que fa referència a la Guerra de l'Iraq). A més, Swanson es va embarcar en una campanya per destituir el president George W. Bush i el vicepresident Dick Cheney a través del lloc web ara desaparegut ConvictBushCheney.Org a més de contribuir a la introducció de The 35 Articles of Impeachment and the Case for Prosecuting George W. Bush (traduïble per "Els 35 articles d'impeachment i el cas per processar George W. Bush") de Dennis Kucinich.
Swanson també ha ajudat en l'organització de campanyes com ara l'oposició de la Velvet Revolution a la Camera de Comerç dels Estats Units i Tom J. Donohue, i al Moviment Occupy Washington d'October2011.Org.
Com a autor, David Swanson ha escrit diversos llibres; Daybreak: Undoing the Imperial Presidency and Forming a More Perfect Union (traduïble com a "Daybreak: desfer la presidència imperial i formar una unió més perfecta") (2009), War Is a Lie (traduïble per "La guerra és una mentida") (2010), When the World Outlawed War (traduïble per "Quan la guerra sigui proscrita al món") (2011) i War No More: The Case for Abolition (traduïble per "No més guerra: El cas per l'abolició") (2013). Swanson és el presentador del programa de ràdio Talk Nation Radio.
Swanson actualment presenta blogs a diversos llocs polítics, inclòs el seu propi lloc cofundat, WarIsACrime.Org i Democrats.com, on exerceix com a director de Washington.